# 卡爾加雷河

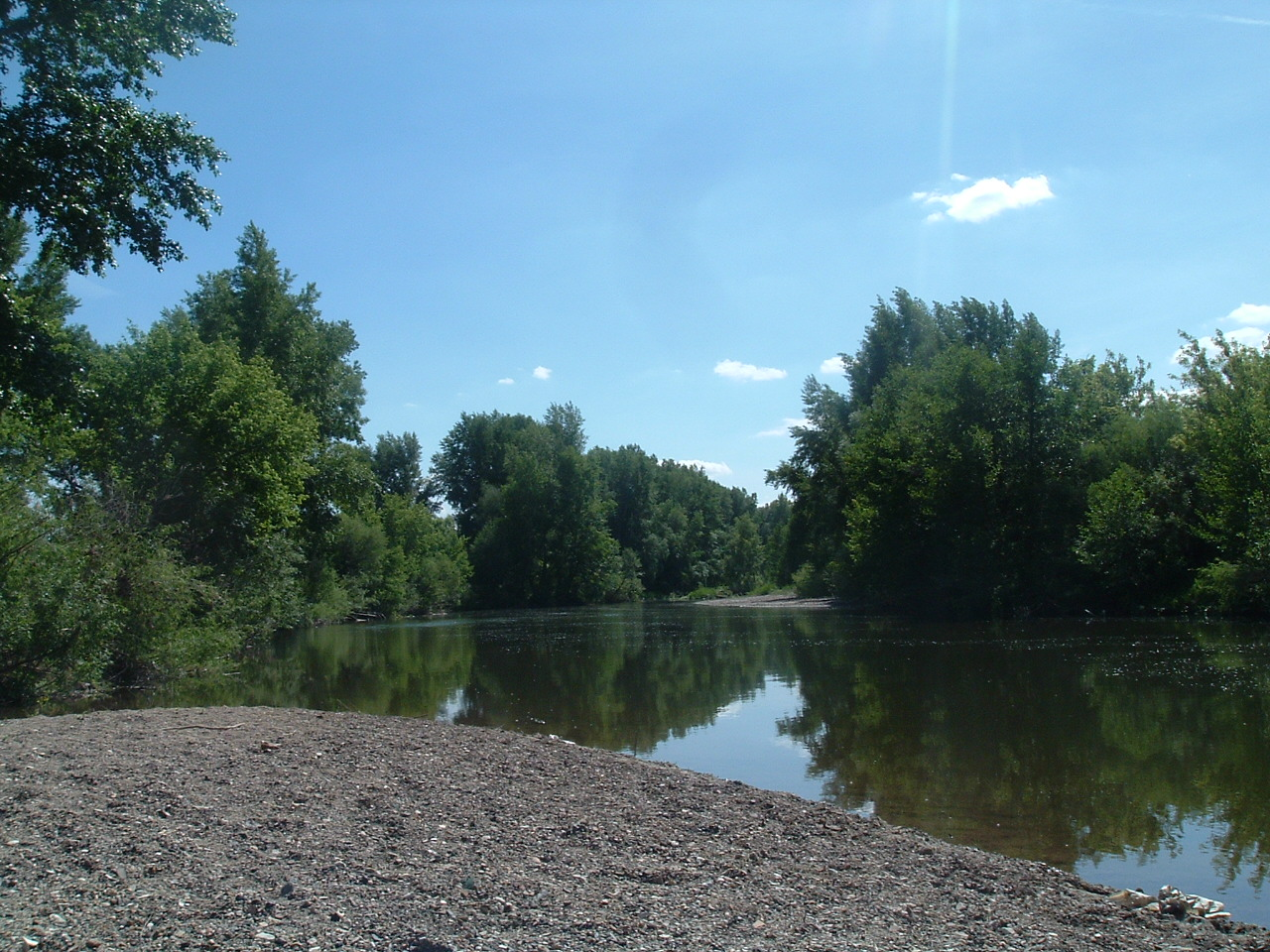

卡爾加雷河是哈薩克斯坦的河流，位於該國東部阿克托貝州，屬於伊列克河的右支流，河道全長114公里，流域面積5,130平方公里，河畔城鎮有阿克托别。

## 外部連結
- Zhaksy-Kargaly sa Geonames.org (cc-by); post updated 2012-01-20; database download sa 2015-05-23